# 郎克謙
郎克謙（?—?），字六皆，号地山，山西壺關縣人，清朝政治人物、進士出身。

## 生平
乾隆三十六年（1771年），登进士，授江西德安知县，升直隶安州、昌平知州，卒于官。著有《地山诗稿》。